# Вице-президент Уганды
Ви́це-президе́нт Уга́нды — один из руководителей государства Уганда.

## Должность
Основная обязанность вице-президента Уганды состоит в том, чтобы быть готовым в любой момент вступить в должность президента, если тот не сможет выполнять свои обязанности. Это может произойти по причине смерти, отставки президента или его временной нетрудоспособности, или если вице-президент и большинство членов кабинета министров считают, что президент больше не в состоянии исполнять обязанности. Вице-президент является вторым лицом в государственном устройстве Уганды. Следующим в иерархии государственного устройства Уганды после вице-президента является премьер-министр, который является координатором деятельности правительства и главой кабинета министров в парламенте.

## Список вице-президентов
|    | Имя              | Начало полномочий | Окончание полномочий |
| -- | ---------------- | ----------------- | -------------------- |
| 1. | Надиопе III      | октябрь 1963      | апрель 1966          |
| 2. | Джон Бабиха      | апрель 1966       | январь 1971          |
| 3. | Мустафа Адриси   | январь 1977       | апрель 1978          |
| 4. | Пауло Муванга    | декабрь 1980      | июль 1985            |
| 5. | Самсон Кисекка   | 22 января 1991    | ноябрь 1994          |
| 6. | Специоза Казибме | 18 ноября 1994    | 21 мая 2003          |
| 7. | Гилберт Букенья  | 23 мая 2003       | 23 мая 2011          |
| 8. | Эдвард Ссеканди  | 24 мая 2011       | 21 июня 2021         |
| 9. | Джессика Алупо   | 21 июня 2021      |                      |